# Historia ecclesiastica gentis Anglorum

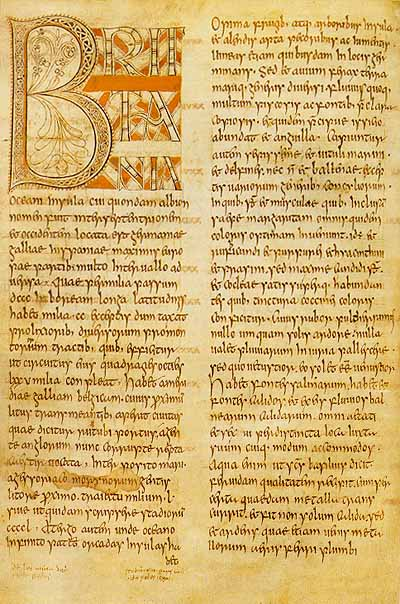
Folium 3v uit de Codex Beda Petersburgiensis

De Historia ecclesiastica gentis Anglorum, in het Nederlands: Kerkelijke geschiedenis van het Engelse volk (Kerkgeschiedenis van de Engelsen) is een Latijns werk van de Eerbiedwaardige Beda over de geschiedenis van Angelsaksisch Engeland en in het bijzonder de kerstening van Engeland, met name het conflict binnen de Katholieke Kerk tussen de Romeinse dogmatici en het Keltische christendom.
Het boek wordt als een van de belangrijkste historische bronnen van de Angelsaksische geschiedenis beschouwd. Men gaat ervan uit dat het in 731 is voltooid, toen Beda ongeveer 59 jaar was.

## Introductie
Verdeeld over vijf boeken en vierhonderd pagina's, beschrijft de Historia de politieke en kerkgeschiedenis van Engeland vanaf de tijd van Julius Caesar tot 731, het jaar van zijn voltooiing. De eerste tweeëntwintig hoofdstukken, tot aan de zending van Augustinus van Canterbury, zijn gebaseerd op eerdere schrijvers: Plinius, Solinus, Eutropius, Orosius, de Britse historicus Gildas, Prosper van Aquitanië, de brieven van Paus Gregorius I, en anderen.
Het verhaal over Germanus van Auxerre en Lupus van Troyes is gebaseerd op Het leven van Germanus (480), een heiligenleven geschreven door Constantinus van Lyon.
Beda heeft tevens legendes en overleveringen ingelast.

Voor de gebeurtenissen na 596 heeft Beda, welwillend kritisch ten aanzien van de authenticiteit, schriftelijke en oral history bronnen gebruikt, die hij in Engeland en Rome verzamelde.

De Historia heeft, zoals andere middeleeuwse historische geschriften, een lagere graad van objectiviteit dan de huidige geschiedschrijving. Het is een mix van feiten, geloof, legendes en literatuur.

## Plaats van handeling

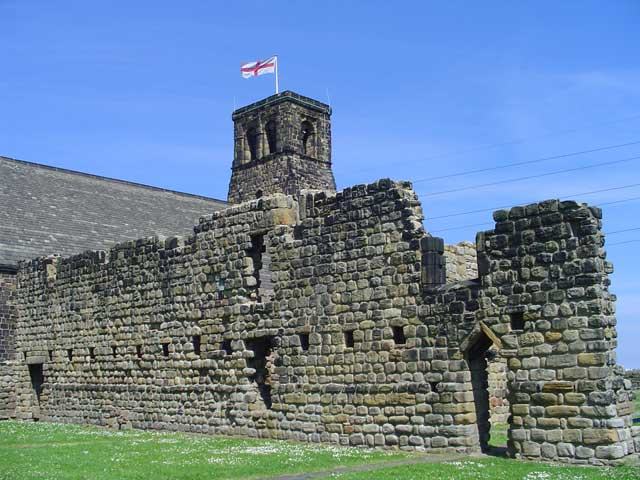
Ruïne van het klooster te Jarrow, met de nog bestaande kerk op de achtergrond.

De Historia is geschreven in het tweelingklooster van Wearmouth-Jarrow Abbey waar Beda, toen hij zeven jaar oud was, door zijn familie aan de kloostergemeenschap werd toevertrouwd. Hier heeft hij zijn opleiding ontvangen en zijn hele leven gewoond en gewerkt.
Wearmouth-Jarrow Abbey was een Engels tweelingklooster te Monkwearmouth en Jarrow in het toenmalige koninkrijk Northumbrië, nu in de regio North East England. De twee kloosters waren zo nauw verbonden dat ze als één geheel werden gezien. Het belang van Wearmouth-Jarrow wordt weerspiegeld in de kandidatuur voor een plaats op de Werelderfgoedlijst van de UNESCO.
In de tijd van zijn stichting stond de abdij bekend als het enige centrum van eruditie benoorden Rome in Europa. De bibliotheek, die de oprichter en eerste abt Benedictus Biscop had opgebouwd met de boeken die hij uit Rome had meegebracht, zorgde ervoor dat het klooster de bakermat werd van de Engelse kunst en literatuur en daarmee toonaangevend werd in noordwest Europa. De bibliotheek werd door Ceolfried, Benedictus' opvolger en leermeester van Beda, verder uitgebreid. Dankzij deze bibliotheek kon Beda in de vroege middeleeuwen uitgroeien tot de meest gezaghebbende theoloog en historicus van Engeland. Zijn postume invloed, in het bijzonder de Historia, bleek van vitale betekenis voor de voorspoed van het klooster. De monniken waren constant bezig met het maken van kopieën van het werk van Beda, die naar het buitenland werden gestuurd.

Om de productie van boeken te verhogen werd een onderscheidend schrift ontwikkeld uit het Ierse insulair schrift; door continentale invloeden ontstond zodoende een eigen minuskel. In de Angelsaksische kloosters vormde zich hieruit een eigen kunststijl, de Iers-Saksische stijl, die ook weer terug te vinden is in de versierde initialen van de manuscripten, zoals in de Beda Petersburgiensis.

In 735 is Beda overleden en begraven in het klooster van Saint Paul te Jarrow toen hij zesenzestig jaar oud was.

## Inhoud
De Historia dient een polemisch en didactisch doel. De opzet van Beda is niet alleen maar het verhaal van de Engelsen te vertellen maar ook om zijn standpunten over politiek en godsdienst te ventileren.

Op politiek gebied was hij een patriot van zijn geboorteland Northumbrië, met name haar rol versterkend boven die van Mercia, haar grote rivaal in het Zuiden. Hij doet meer moeite om de gebeurtenissen van de 7e eeuw, toen Northumbrië de dominante Angelsaksische machtsfactor was, te beschrijven dan die van de 8e eeuw toen haar macht tanende was. De enige kritiek die hij op Northumbrië uit betreft de dood van koning Ecgfrith in de slag van Nechtansmere tegen de Picten in 685.

Beda ziet deze nederlaag als Gods vergelding voor de Northumbrische aanval op de Ieren in het voorgaande jaar. Hoewel Beda loyaal blijft aan Northumbrië gaat zijn sympathie duidelijk uit naar de Ieren.

## Edities

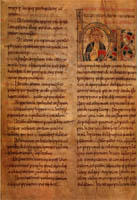
De oudst bekende gehistorieerde initiaal in de Beda Petersburgiensis

- De Beda Petersburgiensis in de Russische Nationale Saltykow-Schtschedrin-Bibliotheek in Sint-Petersburg, Rusland, nog niet zo lang geleden bekend als de Leningrad Bede, is een vroeg exemplaar van de Historia. Het handschrift is tijdens de Franse Revolutie in Rusland terechtgekomen. Hoewel niet overdadig met miniaturen verlucht, heeft het zijn faam mede te danken aan de oudste gehistorieerde initiaal[6] in de Europese literatuur. Het wordt, op basis van de zogenoemde Memoranda,[7] traditioneel gedateerd tussen 731/732 en 746.
- The Moore Bede (Cambridge University Library, Kk. 5. 16) is een manuscript uit dezelfde tijd als de Beda Petersburgiensis. Het was vroeger in het bezit van bisschop John Moore (1646–1714), wiens gehele collectie boeken en manuscripten is aangekocht door koning George I, die het vervolgens aan de Universiteit van Cambridge heeft geschonken.
- 1475: Straatsburg, Heinrich Eggestein (incunabel, editio princeps raadpleegbaar op het internet)
- 1563: Incomplete 'basisversie'
- 1643: Eerste uitgave gedrukt in Engeland
- 1688: Keulse editie
- 1742: Smith
- 1884: Giles, herdrukt in de Patrologia Latina
- 1896: C. Plummer, Oxford
- 1969: Bertram Colgrave en R.A.B. Mynors, Oxford, Clarendon Press, in 1992 gecorrigeerd herdrukt
- 2005: Michael Lapidge, Parijs